# Cot Murong (kulle)
Cot Murong är en kulle i Indonesien.   Den ligger i provinsen Aceh, i den västra delen av landet, 1 700 km nordväst om huvudstaden Jakarta. Toppen på Cot Murong är 83 meter över havet.
Terrängen runt Cot Murong är platt norrut, men söderut är den kuperad. Havet är nära Cot Murong åt nordost.Runt Cot Murong är det ganska tätbefolkat, med 160 invånare per kvadratkilometer. Närmaste större samhälle är Reuleuet, 9,2 km öster om Cot Murong. I omgivningarna runt Cot Murong växer i huvudsak städsegrön lövskog.